# الكسندر بارث
الكسندر بارث (5 مارس 1986 بأفينيون في فرنسا - ) (بالفرنسية: Alexandre Barthe)‏ هو لاعب كرة قدم فرنسي في مركز الدفاع. لعب مع نادي روديز ونادي سانت إتيان ونادي غراسهوبر زيوريخ ونادي لودوغورتس رازغراد ونادي ليتكس لوفتش.

## روابط خارجية
- الكسندر بارث على موقع قاعدة بيانات كرة القدم.إي يو (الإنجليزية)
- الكسندر بارث على موقع Soccerbase.com (لاعب) (الإنجليزية)
- الكسندر بارث على موقع Soccerway.com (الإنجليزية)
- الكسندر بارث على موقع عالم كرة القدم.نت (الإنجليزية)
- الكسندر بارث على موقع AS.com (الإسبانية)